# Diossido di iridio
Il diossido di iridio o ossido di iridio(IV) è il composto chimico con formula IrO2. È l'unico ossido di iridio ben caratterizzato. In condizioni standard la sostanza pura è un solido nero insolubile e inodore. Esiste anche in forma idrata, IrO2•2H2O, un solido marrone, leggermente solubile in acqua.

## Struttura
IrO2 cristallizza nel sistema cristallino tetragonale nel gruppo spaziale P42/mnm con parametri di reticolo a = 449,83 pm e c = 354,4 pm; la cella elementare contiene due unità di formula. La struttura corrisponde a quella del rutilo.

## Sintesi
IrO2 si forma scaldando oltre 600 °C iridio elementare in presenza di ossigeno.
Ir + O2 → IrO2
In condizioni più blande si può preparare per idrolisi di [IrCl6]2– in soluzione basica. IrO2 puro privo di cloro può essere preparato partendo da IrCl3•xH2O. Per idrolisi basica a temperatura ambiente si ottiene un idrossido idrato, che dopo calcinazione a 900 °C fornisce IrO2 cristallino.

## Reattività
IrO2 è un ossido stabile, ma si decompone di sopra di 1100 °C:
IrO2 → Ir + O2
Per riscaldamento di IrO2 assieme a ossidi o carbonati di altri metalli si ottengono ossidi misti. Ad esempio, con Bi2O3 si forma Bi2Ir2O7, con CaCO3 si formano CaIrO3 e Ca2Ir2O4.

## Usi
IrO2 è usato per costruire anodi, sensori di pH e film sottili per materiali elettrocromici.

## Sicurezza
IrO2 può essere irritante per la pelle e gli occhi. Vanno usate le normali precauzioni dovute a tutti i prodotti chimici.